# نووی شیگای
نووی شیگای (انگلیسی: Novy Shigay) یک شهرک در شهرستان بوزدیاکسکی باشقیرستان کشور روسیه است.